# 汉斯·施密特 (步兵上将)
汉斯·施密特（1877年4月28日—1948年6月5日）是第二次世界大战期间的納粹德國将军。他曾获得騎士鐵十字勳章。他曾指揮第260步兵師、第9軍以及第24集团军。1945年5月，汉斯·施密特所在的第24集团军在西方战线向同盟國軍隊投降。